# ISO 3166-2:CD
ISO 3166-2:CD és el subconjunt per a la República Democràtica del Congo de l'estàndard ISO 3166-2, publicat per l'Organització Internacional per Estandardització (ISO) que defineix els codis de les principals subdivisions administratives.
Actualment per a la República Democràtica del Congo l'estàndard ISO 3166-2 està format per 1 ciutat i 10 províncies. La ciutat Kinshasa és la capital de l'estat i posseeix un status especial equivalent a una província.
Cada codi es compon de dues parts, separades per un guió. La primera part és CD, el codi ISO 3166-1 alfa-2 per a la República Democràtica del Congo. La segona part són dues lletres.
Un nova organització territorial estava prevista que s'implementés al febrer de 2009 i que suposaria passar a 1 ciutat i 25 províncies. Encara no s'ha produït el canvi.

## Codis actuals
Els noms de les subdivisions estan llistades segons l'ISO 3166-2 publicat per la "ISO 3166 Maintenance Agency" (ISO 3166/MA).
| Codi  | Nom de la subdivisió (fr) | Nom de la subdivisió (ca) | Tipus de subdivisió |
| ----- | ------------------------- | ------------------------- | ------------------- |
| CD-KN | Kinshasa                  | Kinshasa                  | Ciutat              |
| CD-BN | Bandundu                  | Bandundu                  | Província           |
| CD-BC | Bas-Congo                 | Bas-Congo                 | Província           |
| CD-EQ | Équateur                  | Equador                   | Província           |
| CD-KW | Kasai-Occidental          | Kasai-Occidental          | Província           |
| CD-KE | Kasai-Oriental            | Kasai-Oriental            | Província           |
| CD-KA | Katanga                   | Katanga                   | Província           |
| CD-MA | Maniema                   | Maniema                   | Província           |
| CD-NK | Nord-Kivu                 | Kivu Nord                 | Província           |
| CD-O  | Orientale                 | Orientale                 | Província           |
| CD-SK | Sud-Kivu                  | Kivu Sud                  | Província           |

1. ↑  Nom en català no inclòs a l'estàndard ISO 3166-2.